# Prefectura de Fes
La prefectura de Fes (en àrab عمالة فاس, ʿamālat Fās; en amazic ⵜⴰⵎⵖⵓⵔⵜ ⵏ ⴼⴰⵙ, tasga n Fas) és una de les prefectures del Marroc, fins 2015 part de la regió de Fès-Boulemane i actualment de la de Fes-Meknès. Té una superfície de 312 km² i 977.946 habitants censats en 2004. La capital és Fes.

## Demografia
| Any  | Població total | Població urbana | Població rural |
| ---- | -------------- | --------------- | -------------- |
| 1994 | 796.180        | 775.198         | 20.982         |
| 2004 | 977.946        | 955.188         | 22.758         |

## Divisió administrativa
La prefectura de Fes consta de 1 municipi i 3 comunes:
| Municipis                                   | Població en 1994 | Població en 2004 |
| ------------------------------------------- | ---------------- | ---------------- |
| Municipi de Fes (vila de Fes)               | 737.398          | 920.737          |
| Municipi de Méchouar Fès Jdid (vila de Fes) | 34.796           | 26.078           |
| Comuna rural d'Ain Bida                     | 5.962            | 6.854            |
| Comuna rural d'Oulad Tayeb                  | 13.583           | 19.144           |
| Comuna rural de Sidi Harazem                | 4.461            | 5.133            |

| Vila                                                 | Population en 1994 | Població en 2004 |
| ---------------------------------------------------- | ------------------ | ---------------- |
| Fes                                                  | 772.194            | 946.815          |
| Oulad Tayeb (centre urbà de la comuna d'Oulad Tayeb) | -                  | 5.056            |
| Skhinate (centre urbà de la comuna de Sidi Harazem)  | 3.014              | 3.317            |